# Bill’s Gamblin’ Hall and Saloon
Bill’s Gamblin’ Hall and Saloon – kasyno i hotel, położony przy bulwarze Las Vegas Strip w Paradise, w stanie Nevada.
Obiekt został wybudowany przez Michaela Gaughana, a koszt jego konstrukcji wyniósł 11.5 milionów dolarów. Bill’s Gamblin’ Hall and Saloon został otwarty w marcu 1979 roku. Kilka lat później stał się częścią Coast Casinos Inc., którą ostatecznie wykupiła korporacja Boyd Gaming Corporation.
W Bill’s Gamblin’ Hall and Saloon znajduje się 198 pokoi (a w tym 12 apartamentów), kasyno o powierzchni 1.600 m², a także dwie restauracje (The Steakhouse at Bill's i The Victorian Room).